# Karl Ove Knausgård
Pour les articles homonymes, voir Knausgård.
Œuvres principales
Mon combat
Karl Ove Knausgård (/kɑɭ ˈuːvə ˈknæʉsˌgɔɾ/), né le 6 décembre 1968 à Oslo, est un romancier norvégien connu pour son cycle de romans autobiographiques intitulé Mon combat (en norvégien Min kamp).

## Biographie
Karl Ove Knausgård grandit à Tromøya (Arendal) et à Kristiansand. Il étudie l'art et la littérature à l'université de Bergen. Il publie son premier roman, Ute av verden, en 1998 et reçoit pour son livre le prix de la Critique. Son deuxième ouvrage, En tid for alt, publié en 2004 reçoit lui aussi de multiples prix (il est même en nomination au International IMPAC Dublin Literary Award) et un accueil critique favorable. C'est ainsi que le journal Dagbladet le classe en 2006 dans sa liste des 25 meilleurs romans publiés dans les 25 dernières années.
Knausgård habitait dans l'Österlen, en Suède, avec son ancienne femme Linda Boström Knausgård, également auteure, et leurs quatre enfants.

## Min kamp: 2009-2011
La carrière de Knausgård change avec la publication de son troisième ouvrage, un roman autobiographique intitulé Min kamp, divisé en six tomes publiés entre 2009 et 2011. Il connaît un succès commercial en Norvège, et un succès critique dans plusieurs pays. À l'origine de ce cycle littéraire, une frustration liée à la figure paternelle : il explique que « depuis des années, je voulais écrire sur la mort de mon père. J’ai tout essayé. Rien ne fonctionnait. C’était comme si je n’y croyais pas. Et puis, j’ai commencé à écrire quelque chose de totalement différent, une sorte de confession, où je disais tous les secrets que je n’avais jamais racontés. L’esthétique n’avait plus d’importance. Et c’est comme si une énergie se dégageait. Je me suis mis à écrire très vite ». Afin de réussir à écrire son ouvrage, Knausgård a voulu, selon ses propres dires, abandonner toutes « idées littéraires » et a donc en conséquence adopté un réalisme rigoureux. Il justifie ce choix en affirmant que « c’était exactement cela, le point de départ du roman : je voulais dépeindre le quotidien, tout ce qui, d’habitude, n’est pas littéraire. De la sorte, le livre tente d’exorciser le monde réel ». 

### Réception critique
La série de livres Min kamp a rencontré un succès fulgurant et massif en Norvège : ils se sont vendus à un demi-million d'exemplaires dans un pays comptant 5 millions d'habitants. Par la suite, l'ouvrage est traduit en plusieurs langues. L'auteur est également récompensé entre autres du prix Brage, du prix des Critiques et du prix des Libraires pour son premier tome, traduit en français sous le titre La Mort d’un père. Certains critiques littéraires ont même rapproché l'auteur de Marcel Proust et ont qualifié son œuvre de « proustienne ».
Cependant, ses romans, particulièrement le premier volume de son cycle, ont également été la cible de critiques. Ces dernières proviennent tout d'abord de la famille de Knausgård, étant donné que La Mort d'un père raconte une partie de son adolescence et surtout les suites de la mort de son père tyrannique et alcoolique. Or ce récit  provoque des remous dans sa famille, dont quatorze membres ont qualifié son ouvrage de « littérature de Judas » dans une lettre publiée dans le journal Klassekampen. Quelques jours avant la mise en vente, après avoir lu les épreuves, l’oncle de Karl Ove Knausgård  lui fait part par écrit qu’il ne laissera pas salir son patronyme en exigeant des coupes, des rectifications. Sa compagne fait une dépression et est hospitalisée après la lecture du texte. Le narrateur reconnaît les conséquences de la violence morale de son ouvrage en déclarant "Ce roman a fait du mal à tous ceux qui me sont proches, il m’a fait du mal à moi ». Plus largement, l'auteur  provoque un grand débat sur ce que devrait être la littérature et la place à accorder au privé dans une écriture rendue publique. C'est ainsi qu'à Copenhague, l'auteur danois Jeppe Brixvold proteste, affirmant que « nous devons nous consacrer aux grandes questions de la vie au lieu de cultiver la sphère privée »,. De l'autre côté, son réalisme exhaustif a aussi été fortement critiqué ; l'auteur français Pierre Assouline le lui reproche en ces termes : « sa phrase est longue, digressive, clichesque, détaillée, énumérative, hyperréaliste, conçue dans une logique d’inventaire », en somme son ouvrage serait d'un « ennui sans qualité ». 
Les critiques et controverses ayant suivi la publication des premiers tomes de Min kamp ont considérablement modifié le style de son cycle et il a abandonné la spontanéité qui a fait son succès originel.

## Œuvres

### Romans indépendants
- (no) Ute av verden, 1998
- (no) En tid for alt, 2004
- L'étoile du matin, trad. du norvégien Loup-Maëlle Besançon. - Paris : Denoël, 2023  (ISBN 9782207165553)

#### Cycle Mon CombatMin kamp
6 tomes; 3 000 pages dans l'édition originale en norvégien
- Karl Ove Knausgård (trad. Marie-Pierre Fiquet), La Mort d'un père : roman, Paris, Éditions Denoël, 2012, 582 p. (ISBN 978-2-207-11000-3)
- Karl Ove Knausgård (trad. Marie-Pierre Fiquet), Un homme amoureux : roman, Paris, Éditions Denoël, 2014, 777 p. (ISBN 978-2-207-11001-0)
- Karl Ove Knausgård (trad. Marie-Pierre Fiquet), Jeune homme : roman, Paris, Éditions Denoël, 2016, 581 p. (ISBN 978-2-207-12418-5)
- Karl Ove Knausgård (trad. Marie-Pierre Fiquet), Aux confins du monde : roman, Paris, Éditions Denoël, 2017, 647 p. (ISBN 978-2-207-12423-9)
- Karl Ove Knausgård (trad. Marie-Pierre Fiquet), Comme il pleut sur la ville : roman, Paris, Éditions Denoël, 2019, 835 p. (ISBN 978-2-207-13603-4)
- Karl Ove Knausgård (trad. Christine Berlioz,Laila Flink Thullessen, Jean-Baptiste Coursaud, Marie-Pierre Fiquet), Fin de combat : roman, Paris, Éditions Denoël, 2020, 1408 p. (ISBN 978-2-207-13608-9)

#### Le quatuor des saisons
- En automne, trad. du norvégien Loup-Maëlle Besançon. - Paris : Denoël, 2021. -  (ISBN 9782207160749)
- En hiver, trad. du norvégien Loup-Maëlle Besançon. - Paris : Denoël, 2021. -  (ISBN 9782207160794)
- Au printemps, illustrations d'Anna Bjerger ; trad. du norvégien Loup-Maëlle Besançon. - Paris : Denoël, 2022. -  (ISBN 9782207160848)
- En été, illustrations d'Anselm Kiefer ; trad. du norvégien Loup-Maëlle Besançon. - Paris : Denoël, 2022. -  (ISBN 9782207160893)

### Essais
- Tant de désir pour si peu d'espace : l'art d'Edvard Munch : essai, traduit du norvégien par Hélène Hervieux. - Paris : Denoël, 2022. -  (ISBN 9782207166628)

## Prix littéraires
- 2015 : Knausgård reçoit le prix littéraire du journal allemand Die Welt[10].
- 2015 : Prix Malaparte à Capri.
- 2017 : Aux confins du monde est sacré meilleur livre de l'année par le magazine Lire (ex aequo avec Classé sans suite de Claudio Magris).
- 2020 : Prix Médicis essai pour Fin de combat